# Messaneggen
Messaneggen, bis ins frühe 20. Jahrhundert auch Massanegg, ist eine Ortschaft in der Gemeinde Deutsch-Griffen im Bezirk St. Veit an der Glan in Kärnten. Die Ortschaft hat 13 Einwohner (Stand 1. Jänner 2025).

## Lage
Messaneggen liegt südöstlich des Gemeindehauptorts Deutsch Griffen rechts, also schattsseitig, im Tal des Griffenbachs. Zur Ortschaft gehören der Hof Unterer Messanegger (Nr. 3 und 3a) und einige Häuser (Nr. 4, 7, 8, sowie ein Haus am Standort des ehemaligen Schattbauer) am Griffenbach, nahe dem südlichen Ortsende des Gemeindehauptorts Deutsch-Griffen. Hingegen existieren die einst höher am Hang gelegenen Höfe Hochkogler und Holzer nicht mehr.

## Geschichte
1326 wird der Ort als Ozzunich urkundlich erwähnt. Der Ortsname leitet sich vom slowenischen osojnica (Schattseite) ab.
Ab Gründung der politischen Gemeinden 1850 gehörte Messaneggen zunächst zur Gemeinde Albeck, die anfangs zum Bezirk St. Veit an der Glan und ab 1854 zum Bezirk Klagenfurt-Land gehörte. 1920 wurde die Gemeindegrenze in diesem Bereich zugunsten der Gemeinde Deutsch-Griffen geändert, so dass die Ortschaft dann zur Gemeinde Deutsch-Griffen und zum Bezirk St. Veit an der Glan gehörte. Bei der Kärntner Gemeindestrukturreform von 1973 kam Messaneggen an die damals neu errichtete Gemeinde Weitensfeld-Flattnitz, seit deren Auflösung 1991 gehört die Ortschaft wieder zur Gemeinde Deutsch-Griffen.

## Bevölkerungsentwicklung
Für die Ortschaft ermittelte man folgende Einwohnerzahlen:
- 1869: 6 Häuser, 37 Einwohner[3]
- 1880: 6 Häuser, 32 Einwohner[4]
- 1890: 5 Häuser, 28 Einwohner[5]
- 1900: 5 Häuser, 27 Einwohner[6]
- 1910: 6 Häuser, 19 Einwohner[7]
- 1923: 5 Häuser, 23 Einwohner[8]
- 1934: 28 Einwohner[9]
- 1961: 7 Häuser, 33 Einwohner[10]
- 2001: 5 Gebäude (davon 3 mit Hauptwohnsitz) mit 7 Wohnungen und 5 Haushalten; 11 Einwohner und 0 Nebenwohnsitzfälle; 0 Arbeitsstätten, 2 land- und forstwirtschaftliche Betriebe[11]
- 2011: 5 Gebäude, 15 Einwohner, 6 Haushalte, 0 Arbeitsstätten[12]
- 2021: 5 Gebäude, 14 Einwohner, 5 Haushalte, 3 Arbeitsstätte[13]